# Amontillado

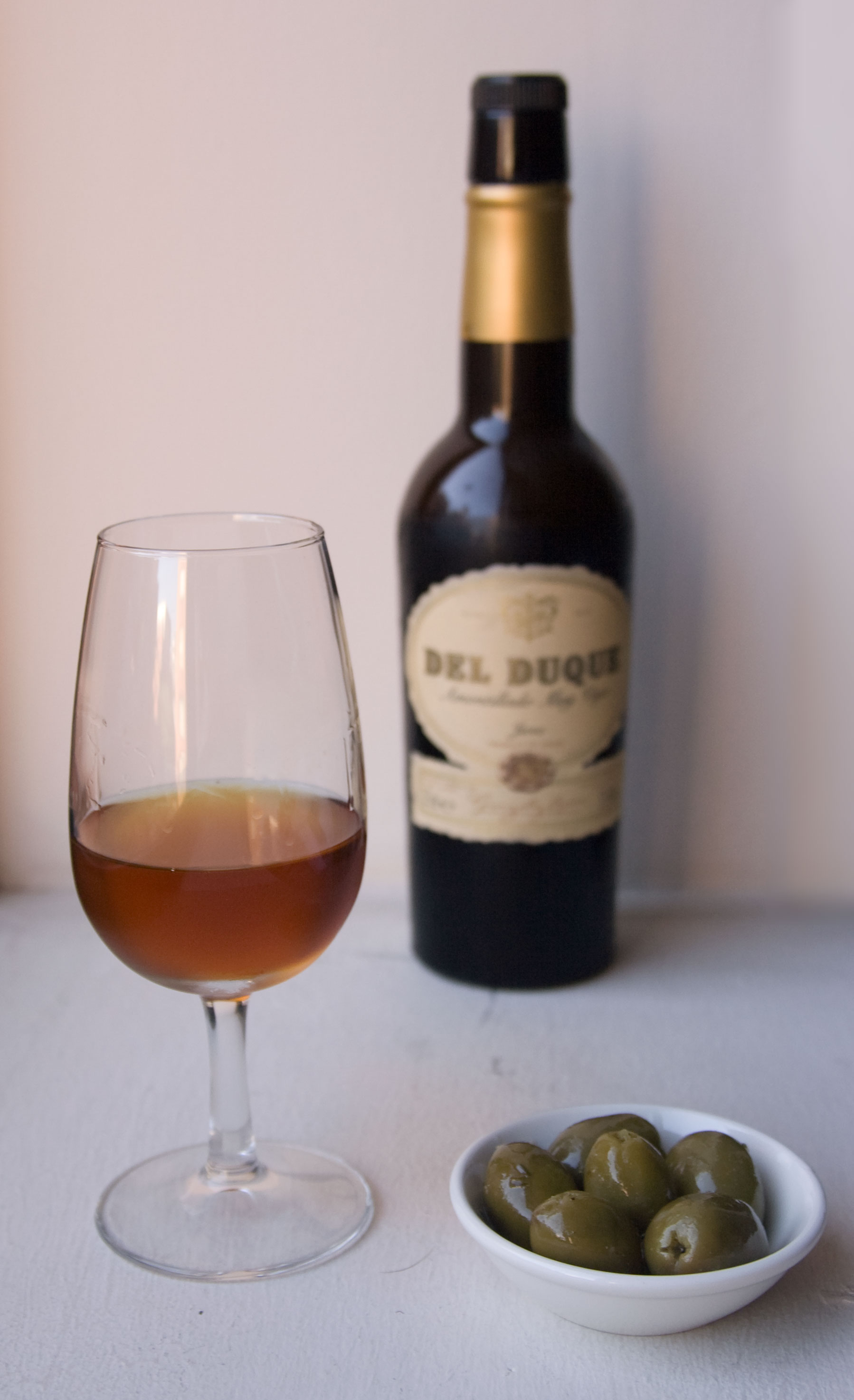
Amontillado servi avec des olives.

L’amontillado est un xérès produit en Espagne à Jerez de la Frontera, Cadix et à Montilla-Moriles, en Andalousie.
Par ses caractéristiques œnologiques, il se classe entre fino et oloroso. Son nom provient de la région viticole Montilla où ce vin a été créé au XVIIIe siècle. 

## Renommée
Edgar Allan Poe (1809–1849) a utilisé le nom de ce vin dans le titre d'une nouvelle, The cask of amontillado (La Barrique d'amontillado).
Il fait partie des vins servis dans le film Le Festin de Babette (1987).

### Sources
- (es) Cet article est partiellement ou en totalité issu de l’article de Wikipédia en espagnol intitulé « Amontillado » (voir la liste des auteurs).